# كريستيان بالاج
بافل كريستيان بالاي (بالرومانية: Cristian Balaj)‏ (مواليد 17 أغسطس 1971 في بايا ماري) حكم كرة قدم روماني. بدأ مسيرته التحكيمية في سنة 1994. قرر الاتحاد الدولي لكرة القدم اعتماده حكما دوليا في سنة 2003.

## روابط خارجية
- كريستيان بالاج على موقع Soccerway.com (الإنجليزية)